# Copa das Nações Emirates Airlines
A Copa das Nações Emirates Airlines é um campeonato de rugby union criado pela International Rugby Board para dar espaço para que equipes "3rd tier" disputem competições internacionais. Por ser patrocinado pela Emirates Airlines, o campeonato é disputado nos Emirados Árabes Unidos. Sua primeira edição foi em 2011, com a participação de Brasil, Hong Kong, Quênia e os Emirados Árabes e teve como campeã a seleção honconguesa.

## Edições
| Ano  | Sede                   | Campeão   |
| ---- | ---------------------- | --------- |
| 2011 | Emirados Árabes Unidos | Hong Kong |